# Thalwil
Thalwil – miasto i gmina (Politische Gemeinde) w północnej Szwajcarii, w kantonie Zurych, w okręgu (Bezirk) Horgen. Leży nad rzeką Sihl oraz Jeziorem Zuryskim.

## Demografia
W Thalwil mieszkają 18 392 osoby. W 2021 roku 30,4% populacji gminy stanowiły osoby urodzone poza Szwajcarią.

## Współpraca
Miejscowość partnerska:
- Val Müstair, Gryzonia

## Transport
Przez teren miasta przebiegają autostrada A3 oraz droga główna nr 3.